# Rozvojový program OSN
Rozvojový program OSN (UNDP – z anglického United Nations Development Programme, fr: Programme des Nations unies pour le développement) je speciální instituce Organizace spojených národů vytvořená v roce 1965. Odpovídá za řízení a koordinaci rozvojových projektů a poskytování technické pomoci. Pomáhá při průzkumu nerostných zdrojů, při vyhodnocování průmyslového, obchodního a vývozního potenciálu, v transferu technologií, při profesním vzdělávání a při programech ekonomického a sociálního plánování.